# Andrew Jonathan Mitchell
Andrew Jonathan Mitchell CMG (* 7. März 1967 in Ormskirk) ist ein britischer Diplomat. Er ist seit 2024 britischer Botschafter in Deutschland.

## Werdegang
Mitchell trat 1991 in den Dienst des Außenministeriums ein. Er war unter anderem in Bonn und Kathmandu eingesetzt. Von 2007 bis 2011 war er britischer Botschafter in Schweden. Von 2011 bis 2012 war er Direktor des Außenministeriums für die Olympischen Sommerspiele 2012 und die Paralympischen Sommerspiele. Anschließend war er bis 2015 Direktor des Außenministeriums für Wohlstand. Von 2015 bis 2018 war er als Direktor für das Unternehmen M-Integrated Solutions im Privatsektor tätig. Daraufhin kehrte er ins Außenministerium zurück und war bis 2020 Handelskommissar für Europa der britischen Regierung. Von 2020 bis 2024 war er als Direktor für das Amt für Außenhandelswirtschaftsförderung tätig.
Am 4. September 2024 wurde Mitchell von Bundespräsident Frank-Walter Steinmeier als britischer Botschafter in Berlin akkreditiert. Er folgte Jill Gallard nach.

## Auszeichnung
- Companion of The Most Distinguished Order of Saint Michael and Saint George (2013)